# Cửa khẩu Cốc Pàng
Cửa khẩu Cốc Pàng là cửa khẩu tại vùng đất bản Khuổi Xá xã Cốc Pàng huyện Bảo Lạc tỉnh Cao Bằng, Việt Nam 
Cửa khẩu Cốc Pàng thông thương sang Cửa khẩu Ying Pan huyện Ninh Minh tỉnh Quảng Tây, Trung Quốc.
Cửa khẩu Cốc Pàng ở huyện vùng núi đặc biệt khó khăn của tỉnh Cao Bằng , nên giao thương còn hạn chế, và thường bị lợi dụng buôn bán hàng lậu hàng cấm.